# Municipio de Missouri Ridge
El municipio de Missouri Ridge (en inglés: Missouri Ridge Township) es un municipio ubicado en el condado de Williams en el estado estadounidense de Dakota del Norte. En el año 2010 tenía una población de 496 habitantes y una densidad poblacional de 5,33 personas por km².

## Geografía
El municipio de Missouri Ridge se encuentra ubicado en las coordenadas 48°14′30″N 103°40′5″O / 48.24167, -103.66806. Según la Oficina del Censo de los Estados Unidos, el municipio tiene una superficie total de 93.08 km², de la cual 92,96 km² corresponden a tierra firme y (0,13 %) 0,12 km² es agua.

## Demografía
Según el censo de 2010, había 496 personas residiendo en el municipio de Missouri Ridge. La densidad de población era de 5,33 hab./km². De los 496 habitantes, el municipio de Missouri Ridge estaba compuesto por el 93,35 % blancos, el 2,82 % eran amerindios, el 0,4 % eran asiáticos, el 0,4 % eran de otras razas y el 3,02 % eran de una mezcla de razas. Del total de la población el 2,02 % eran hispanos o latinos de cualquier raza.